# Overpowered (песня)
«Overpowered» — песня ирландской певицы Рошин Мёрфи с её одноимённого студийного альбома и выпущенная 9 июля 2007 года в качестве ведущего сингла. Авторы песни Мёрфи, Пол Долби и Майк Патто. Сингл достиг 149 месте в чарте UK Singles Chart, 44 места в голландском Single Top 100 и 86 места в немецком чарте. Арт-директором обложки сингла стал британский дизайнер Скотт Кинг, а фотографом Джонатан де Вильерс. На фотографии обложки Мёрфи одета в одежду Viktor & Rolf.

## Отзывы
Хизер Фарез с AllMusic написала: «„Overpowered“ с его гладкими битами, бурлящими синтезаторами и назойливым припевом очень напоминает современный поп-сингл, но то, как Мерфи поет о науке и окситоцине под трепещущую сердце арфу, безошибочно угадывается в ее исполнении». Музыкальный критик BBC Music Соня Дкруз назвала песню «пьянящий электронный гимн, рассказывающий историю о страсти к бывшему возлюбленному, дополненный хлюпающей басовой партией и минимализмом бас-барабанов Casio, которые тайно приподнимаются нежной арфой и пространственными синтезаторами. Это неотразимое сочетание любимого диско-попа, в котором есть искусная переработка песни Tiga „I Wear My Sunglasses At Night“, мгновенно делающая ее новой классикой». Майк Барнс с musicOMH назвал песню «неумолимой жемчужиной в стиле электро-поп, которая проникает в ваш череп быстрее, чем высокоскоростной пистолет для гвоздей». Сайт Pitchfork поставил «Overpowered» на 69 место в списке 100 лучших треков 2007 года, снабдив комментарием «Артистичный и по-настоящему соблазнительный „Overpowered“ является возвышенным напоминанием о славных днях новой поп-музыки».

## Позиции в чартах
| Чарт (2007)                          | Наивысшая позиция |
| ------------------------------------ | ----------------- |
| Бельгия/Фландрия (Ultratop 50)       | 28                |
| Бельгия/Валлония (Ultratip)          | 13                |
| Дания (Tracklisten)                  | 34                |
| Финляндия (Suomen virallinen lista)  | 10                |
| Германия (GfK)                       | 86                |
| Нидерланды (Single Top 100)          | 44                |
| UK Singles (Official Charts Company) | 149               |